# Port de Grave
Port de Grave is een schiereiland van het eiland een Newfoundland in de Canadese provincie Newfoundland en Labrador. De op het schiereiland gelegen gehuchten staan gezamenlijk eveneens als buurt onder die naam bekend. Port de Grave telt zo'n duizend inwoners.

## Geografie

### Schiereiland
Port de Grave is een schiereiland aan de westzijde van Conception Bay, een grote baai van Newfoundlands zuidoostelijke schiereiland Avalon. Het is een subschiereiland van Bay de Verde en wordt in het noordwesten begrensd door de Bay Roberts en in het zuidoosten door de Bay de Grave, twee grote inhammen van Conception Bay.
Het schiereiland is erg langwerpig met van west naar oost een lengte van 8 km en een gemiddeld breedte van 1 km. Het wordt over die gehele lengte doorkruist door provinciale route 72.

### Plaats en buurt
Het schiereiland bestaat uit een aaneenschakeling van acht gemeentevrije gehuchten. Naast Port de Grave, de belangrijkste plaats, betreft het Black Duck Pond, The Dock, Bareneed, Ship Cove, Blow Me Down, Pick Eyes en Hibbs Cove. Statistics Canada beschouwt alle gehuchten, inclusief Coley's Point South, als een enkele locality genaamd Port de Grave.
De landengte van het gemeentevrije schiereiland grenst in het noorden aan het grondgebied van de gemeente Bay Roberts en in het zuiden aan dat van de gemeente Clarke's Beach.

## Galerij

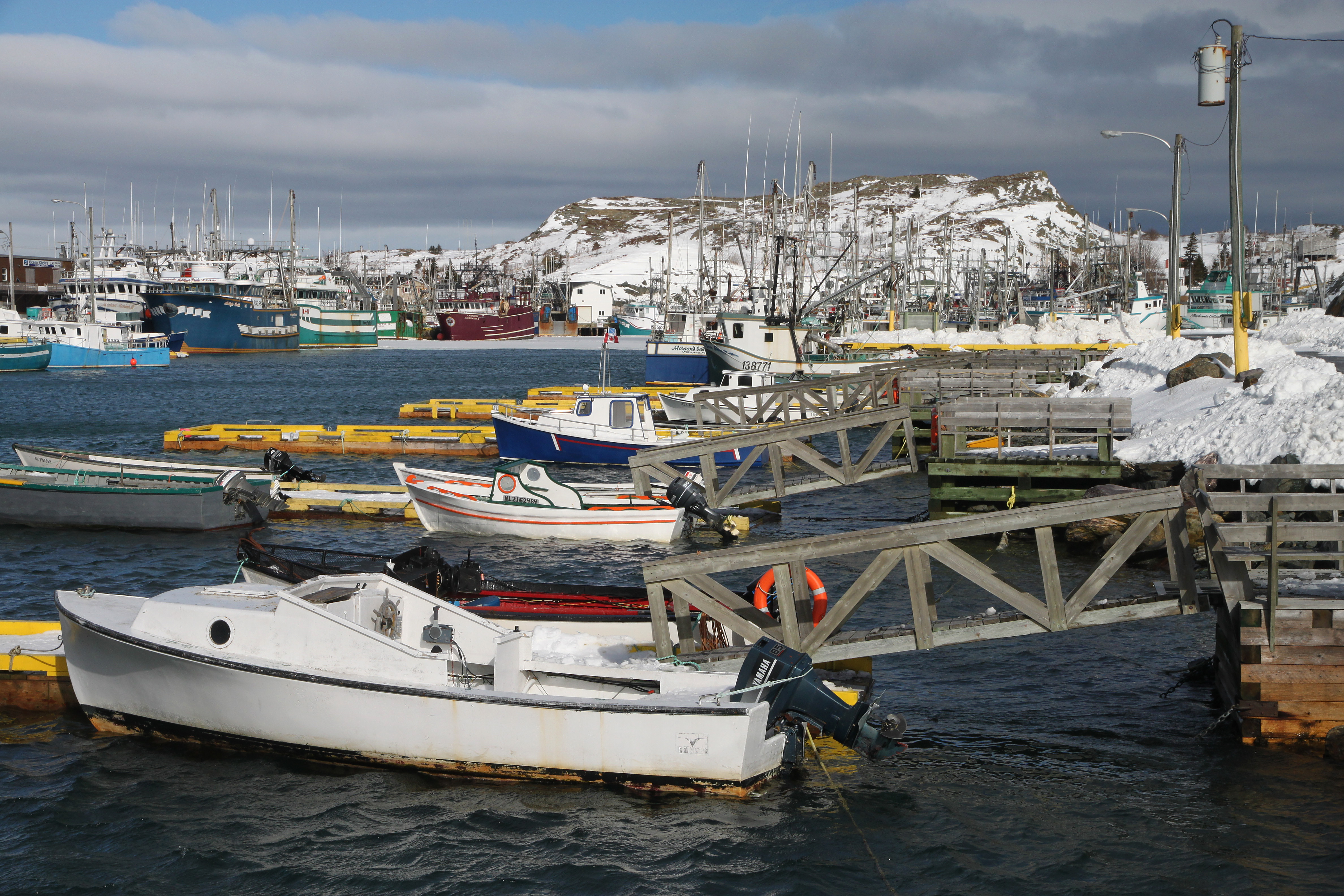
De haven van het plaatsje Port de Grave
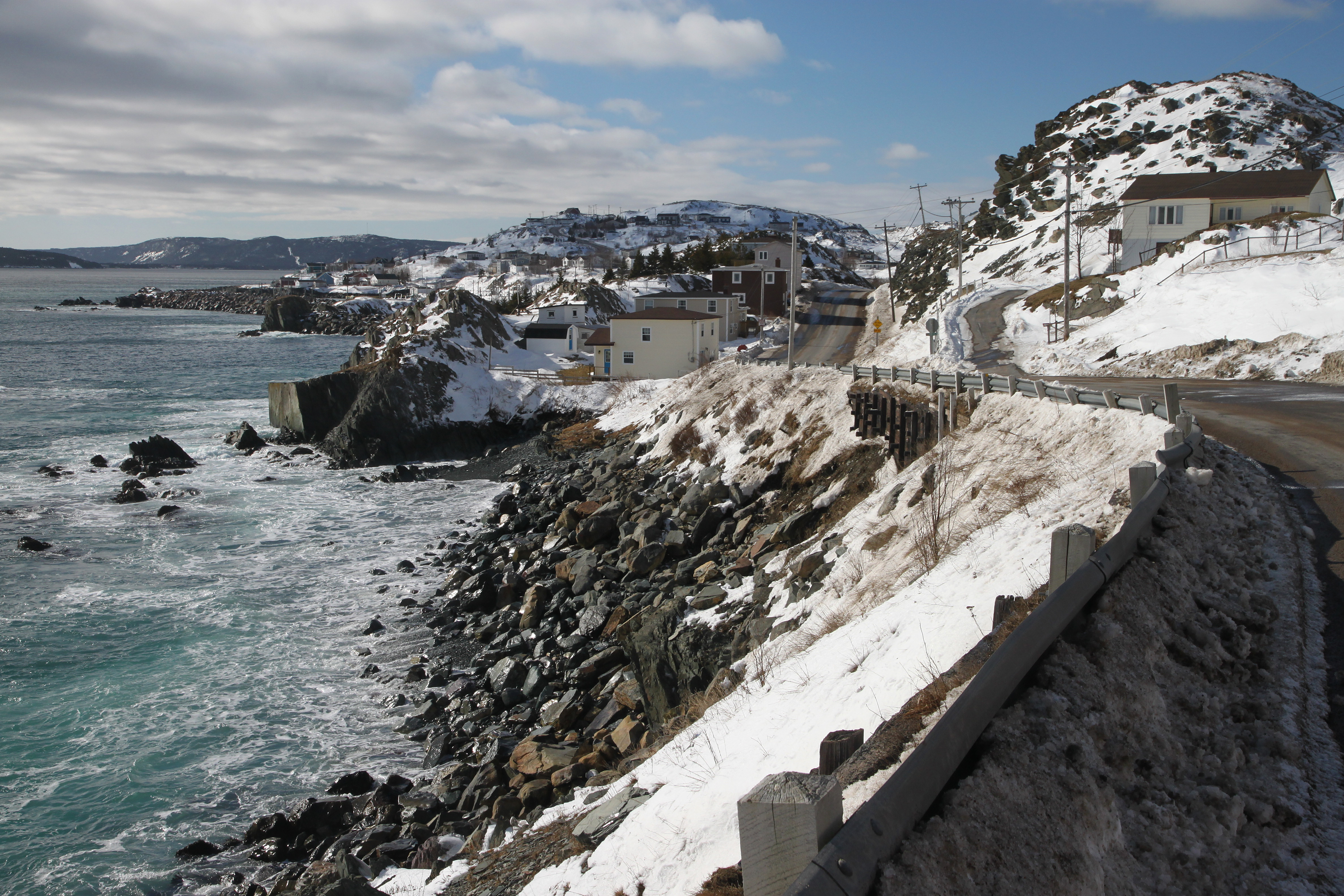
Een weg op het schiereiland

## Geboren
- Daniel Woodley Prowse (1834-1914), parlementslid, rechter en historicus